# 長ズボン

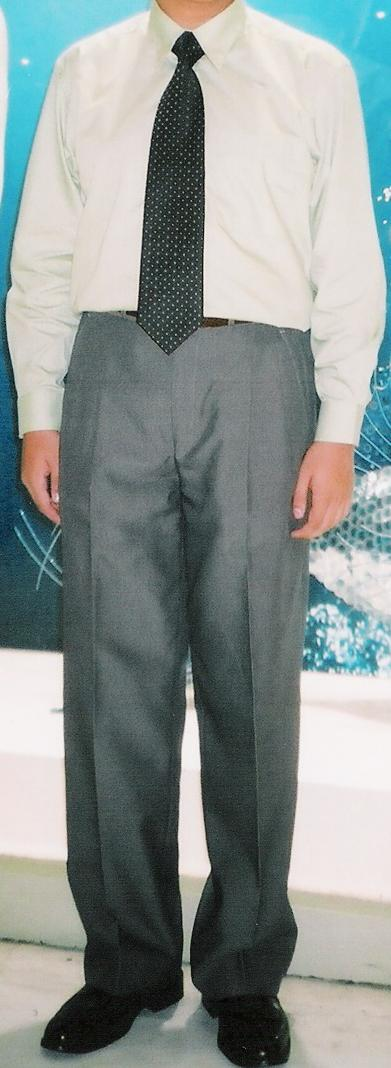
灰色の長ズボン

長ズボン（ながズボン）とは、ボトムスの一種。脚部を全て覆うズボン。フルレングスパンツ（full length pants）とも。
通常「ズボン」と言うと総丈の長ズボンのことである。あえて長ズボンと呼称するのは、短パンと区別するときや、肌を露出しないことを強調するために「長袖・長ズボン」などと用いられる。
19世紀の欧米では、膝丈のキュロットにかわって長ズボンが正装として履かれるようになった。欧米、特にアメリカでは、男児が半ズボンを着用する習慣も1970年代には廃れ、1990年前後にハーフパンツが出現するまでは、長ズボン着用が一般的とされた。現在はサブリナパンツなど半ズボン・長ズボンの分類に該当しない7分丈のズボンも広まっている。